# 想 - IMAGINE Book Search
想 - IMAGINE Book Search（そう - イマジン ブック サーチ）は、GETAを使用した検索エンジンである。国立情報学研究所が公開し、連想出版が運営している。ウィキペディアを検索したとき、検索結果に利用者ページやプロジェクト空間の文書が出てきてしまう不都合が存在する。

## 関連人物
- 高野明彦